# Fulvie (courtisane)
Pour les articles homonymes, voir Fulvia.
Fulvie ou Fulvia est une courtisane romaine.

## Biographie
Amante du sénateur romain Quintus Curius, complice de Catilina, elle en apprend le secret de la conspiration et le révèle à Cicéron (63-62, av. J-C). 